# Сазово
Сазово (баш. Һаҙ) — деревня в Калтасинском районе Республики Башкортостан Российской Федерации. Входит в состав Краснохолмского сельсовета.

## География

### Географическое положение
Расстояние до:
- районного центра (Калтасы): 22 км,
- центра сельсовета (Краснохолмский): 4 км,
- ближайшей ж/д станции (Янаул): 39 км.

## Население
| 2002 | 2009 | 2010 |
| ---- | ---- | ---- |
| 578  | ↗600 | ↘549 |

Национальный состав
Согласно переписи 2002 года, преобладающая национальность — марийцы (92 %).

## Известные уроженцы
Тимиркаев Анатолий Тимиршинович (род. 1952) —  марийский советский и российский поэт, переводчик, журналист, редактор, член Союза писателей СССР и Союза журналистов СССР. Народный поэт Республики Марий Эл (2012). Заслуженный работник культуры Республики Марий Эл (1997). Лауреат Государственной премии Республики Марий Эл имени С. Чавайна (1999) и Премии Марийского комсомола имени Олыка Ипая (1984).